# سینوه تورهسن
سینوه تورهسن (انگلیسی: Synnøve Thoresen؛ زادهٔ ۶ مهٔ ۱۹۶۶) ورزشکار اهل نروژ است. او در تیم نروژ که در مسابقه تیمی در سال ۱۹۸۹ شرکت کرد یک مدال نقره دریافت کرد و در سال ۱۹۹۱ مدال برنز کسب کرد.